# Europaeum
Europaeum je síť předních evropských univerzit. Společnost byla založena v roce 1992 třemi univerzitami – v Bologni , v Leidenu  a v Oxfordu. V současnosti má 17 členských univerzit působících v 15 zemích, s administrativním sídlem na St Antony's College v Oxfordu. 

## Pozadí
Europaeum je jedinečnou mezinárodní iniciativou, která spojuje jak několik předních akademických institucí v Evropě, tak talentované mladé lidi přes hranice vědních disciplín, kultur a států. Jejím cílem je podporovat spolupráci mezi studenty a fakultami napříč Evropou, především v humanitních a společenských vědách.  
Nabízí tak unikátní možnost rozvíjet potenciál jednotlivých studentů a podpořit je v jejich touze stát se aktéry pozitivních změn. Jeho hlavním cílem je přivést dohromady talentované mladé lidi, kteří by mohli společně přemýšlet, učit se, pracovat a rozvíjet své dovednosti a stát se tak v souladu se stanovami organizace “budoucími lídry nové Evropy” a “utvářet Evropskou budoucnost k lepšímu.” 
Jeho posláním je propagovat mezidisciplinární studium a výuku, hledat odpovědi na výzvy minulosti, současnosti i budoucnosti napříč obory a spojovat akademickou sféru s politickou praxí. Snahou Europaea je vystoupit ze zažitých intelektuálních bublin a oborových kategorií a zvýšit tak potenciál studentů přispět k pozitivním změnám ve své budoucí kariéře ať už v akademické sféře nebo mimo ni. Usiluje tedy zkrátka o to přispět k utváření lepší politických řešení a osobností pro budoucnost Evropy.
Na rozdíl od některých jiných univerzitních sdružení však Europaeum není lobbystickou organizací, nepodílí se na sdílených žádostech o granty a neuděluje ani společné tituly. Na místo toho se soustředí na rozvoj kritického myšlení, analytických i praktických dovedností studentů a lepší porozumění současným výzvám. 

## Poslání
Klíčovým posláním sdružení Europaeum od jejího založení v roce 1992 je:
- trénovat a vzdělávat vůdčí osobnosti nové Evropy/pro novou Evropu
- podporovat vynikající výzkum a výuku
- Rozvíjet “zásobárna talentů” pro výzkum a řešení problémů stojícím před Evropou
- Působit jako otevřená akademická síť spojující partnery a další instituce při společném studiu
- Poskytovat příležitosti pro celoevropské iniciativy
- Zkoumat jakými způsoby mohou univerzity plnit své společenské poslání v proměňujícím se světě vzdělávání

## Projekty
Europaeum organizuje semináře, školení či debaty o politických opatřeních pro postgraduální studenty z členských univerzit, primárně, ale nikoli výhradně v oblasti humanitních a společenských věd. V současnosti se soustřeďuje především na otázky evropských dějin a kultury, vývoj politických opatření na evropské úrovni a téma liberální demokracie a aktivního zapojení občanů. 
Europaeum tyto cíle rozvíjí především skrze dva klíčové programy, tzv. Scholar’s Programme určený studentům doktorského studia a tzv. Core Programme, zaměřený na debaty o otázkách politiky a konkrétních politických opatření. Jejich společným cílem je připravit studenty na profesní dráhu v akademické i civilní sféře nad rámec studijního programu nabízeného jednotlivými univerzitami.  

### Scholars’ Programme
The Scholars’s Programme, který je nyní ve svém čtvrtém dvouletém cyklu vlajkovou lodí společnosti Europaeum, nabízí více než třiceti vynikajícím doktorandům členských univerzit příležitost rozvíjet nové průřezové dovednosti and spolupracovat v malých, multidisciplinárních skupinách na vývoji návrhů evropských politických opatření.
Europaeum vybírá v rámci důkladného výběrového řízení studenty, kteří kromě výborných akademický výsledků prokazují integritu, důvěryhodnost a jsou oddanost společným evropským hodnotám svobody, demokracie a právního státu.
Účastníci programu nad rámec studia na své domovské univerzitě během dvou let absolvují osm týdenních “modulů” na jednotlivých členských univerzitách. Seznamují se tak s pestrou škálou názorů a dovedností potřebných pro utváření politických opatření a příjímání odpovědných rolí.
Konkrétně tak absolvují okolo osmdesáti přednášek, panelových debat či školení zaměřených na širokou škálu politických témat a profesních dovedností, dohromady asi 300 hodin práce. Specifické dovednosti zahrnují analýzu politických opatření, přípravu dokumentů, zvládnutí řečnických a vyjednávacích technika, stejně jako tradičních médií i nových sociálních sítí. Pro srovnání je zkušebním komisím doporučeno, aby k program akceptovaly jako ekvivalent 13 kreditů v rámci evropského kreditního systému (ECTS). Účastníci v mezioborových skupinách rovněž připravují návrhy politických opatření usilujících o zlepšení evropského prostoru. Dvouletý cyklus je završení konferencí v Bruselu, na podzim každého druhého roku, na které studenti sdílejí své návrhy s rozhodčími aktéry institucí Evropské Unie. Součástí programu je také projekt osobního mentoringu, ve kterém se studenti setkávají s klíčovými osobnostmi jednotlivých oblastí evropské politiky, kteří s nimi mohou sdílet své zkušenosti i odborné znalosti.
Zatímco v tradičním doktorské studiu studenti zpravidla pracují sami, v rámci jednoho oboru a se zaměřením na empirická data sesbíraná v minulosti, Europaeum se snaží nabídnout odlišnou zkušenost charakterizovanou týmovou spoluprací napříč vědeckými disciplínami zaměřenou na vývoj budoucích politických opatření. Jejím cílem je poskytnout jim nové dovednosti a rozšířit jejich obzory ve snaze pochopit, jak mohou do budoucna přispět společnosti.

### Core Programme
Souběžně nabízí Europeaum v rámci svého Core Programme postgraduálním studentům z členských univerzit možnost zkoumat otázky na rozhraní mezi akademickou a politickou sférou. Ten zahrnuje ročně osm až desert akcí organizovaných střídavě na jednotlivých členských univerzitách. Patří mezi ně jarní, letní a zimní školy, stejně jako každoroční podzimní seminář v Bruselu, který jim umožňuje bližší seznámení s politickým fungováním Evropské Unie. Akce Core Programu se odehrávají na místě během tří až čtyř dnů za účasti 12 až 45 studentů. Během roku se tak akcí zúčastní dohromady okolo 160 studentů členských univerzit. Hlásit se na ně mohou všichni studenti magisterského či doktorského studia členských univerzit.  

### Rozsah probíraných témat
Pro představu, moduly v současném dvouletém cyklu Scholars’ Programme zahrnovaly širokou škálu témat od demokracie v Evropě (v Budapešti), fungování institucí EU (Brusel), technologie a politiky (Barcelona) či Evropy a globální spolupráce (Ženeva) po školení v Krakově a práci na vývoji politických projektů v Helsinkách. 
The Core Programme pak v roce 2024 zahrnoval setkání nad tématy ambivalence médií (Lisabon), přežívání a přežití (Tartu), porozumění bouřlivým časům (Oxford), rozvoj a rozkvět (Helsinki), marginalizované dějiny (St Andrews), dopady voleb roku 2024 (Brusel) a kritické myšlení v klasické kultuře (Berlín). V roce 2025 navazuje debatami o Zelené dohodě pro Evropu  (Madrid), nejistém světě Evropy (Praha), AI a digitální revoluci (Lucemburk), multipolární antice (Leiden) strategické autonomii (Brusel) a “budoucnosti minulosti” (Oxford). 

## Správa
Europaeum je řízeno třemi správními orgány:
Správní rada
Správci jsou směsí akademiků a odborníků z praxe, se třemi členskými univerzitami zastoupenými na úrovni rektora. Ti tvoří správní radu Europaea –jako charitativní organizace a neziskové společnosti s ručením omezeným – a obvykle se scházejí osobně či online dvakrát až třikrát do roka. Předsedou správní rady je v současnosti Dr. Andrew Graham, bývalý ředitel Balliol College v Oxfordu.
Akademická rada
Akademická rada zastupuje členské univerzity Europaea. Každá univerzita má dva zástupce, obvykle rektora ex-officio a dalšího předního akademického nebo administrativního pracovníka z příslušné instituce. Akademická rada projednává program činnosti a akademické zájmy Europaea a zpravidla se schází dvakrát ročně. Úřadujícím předsedou akademické rady je v současnosti profesor Wim van den Doel z Leidenské univerzity (link “Univerzita v Leidenu”). 
Výkonný výbor
Výkonný výbor je malou skupinou poradců za předsednictví výkonného ředitele. Skládá se ze zástupců šesti členských univerzit, které se pravidelně střídají, a schází se jednou za čtvrt roku, aby se zapojil do procesu plánování aktivit Europaea a pomohl připravit setkání ostatních řídících orgánů.
V průběhu roku 2025 bude nadto zřízena nová Mezinárodní poradní rada Europaea.

## Historie
S konceptem Europaea přišli krátce po pádu Berlínské zdi v roce 1989 George Weidenfeld, Ronald Grierson a Roy Jenkins, který se nedávno předtím stal kancléřem Oxfordské univerzity, s cílem propagovat “pokrok ve vzdělávání skrze podporu Evropských studií na Oxfordské univerzitě a dalších Evropských vysokoškolských institucích s vazbami na Oxford.” 
Europaeum bylo formálně založeno jako mezinárodní síť v roce 1992 třemi předními evropskými univerzitami - Oxfordskou univerzitou , Leidenskou univerzitou a Boloňskou univerzitou - postupně se pak rozšířila o Univerzitu v Bonnu, která se připojila v roce 1996 a odešla v roce 2013, Paris I Panthéon-Sorbonne, která se připojila v roce 1997 a odešla v roce 2023, a Absolventský institut mezinárodních a rozvojových studií v Ženevě, který se připojil v roce 1998.
Na počátku 21. století se Europaeum stalo britskou neziskovou společností s ručením omezeným. Byla vytvořena nová správní struktura s Radou Europaea, Akademickým výborem a Řídícím výborem, které v podstatě odpovídají současným správním orgánům. Generálním tajemníkem byl jmenován Dr. Paul Flather a organizace se přesunula z univerzitních kanceláří do kanceláří Voltaire Foundation v Oxfordu. Jako pilotní projekt byl otevřen magisterský program v oboru Evropské politiky, kultury, dějin a institucí, spojující Bolognu, Leiden a Oxford.
Síť se dále rozšířila o Univerzitu Karlovu v Praze, která se připojila v roce 2001, Univerzitu Complutense v Madridu v roce 2003, Helsinskou univerzitu v roce 2004 a Jagellonskou univerzitu v Krakově v roce 2005, a úspěšně tak dosáhla počtu 10 členů. V letech 2004-05 pak Oxford, Paříž a Leiden zahájily nový společný magisterský program Evropské dějiny a civilizace (EHC). Po smrti Roye Jenkinse v roce 2003 byl zřízen nadační fond s cílem získat finanční prostředky na evropská stipendia, probíhající v letech 2004 až 2017.
Správní rada byla ustavena v letech 2009-10, aby převzala správní povinnosti od existující Rady Europaea a byla doplněna Akademickou radou, zastupující členské univerzity. V roce 2012 se k síti připojila Univerzita Pomepu Fabri v Barceloně a v roce 2015 následovala Ludwig- Maximilians-Universität v Mnichově.
V roce 2012 zahájila Karlova Univerzita společně s univerzitami v Leidenu a Paříži nový akademický program na téma Evropské politiky a společnosti (EPS), který umožňoval studentům strávit druhý rok dvouletého studia na jedné z partnerských institucí. Program byl pojmenován na počest zesnulého prezidenta Václava Havla. 
Od roku 2016, kdy Akademické radě předsedal doktor Andrew Graham, došlo v Europaeu k zásadním reformám. Především byl zahájen Scholars’ Programme (viz výše) a program pro absolventy. Europaeum se také v roce 2018 přesunulo do kanceláří St Anthony’s College v Oxfordu. 
Počet členů se rozrostl z 11 univerzit v roce 2016 na 17 v roce 2014. Mezi nově příchozími byla Univerzita v St Andrews a Lucemburská univerzita v roce 2017; Katolická Univerzita Portugalska, Kodaňská univerzita a Freie Universität Berlin v roce 2019 a Tartuská univerzita v roce 2021. Středoevropská univerzita (se sídlem ve Vídni a Budapešti) se stala zprvu přidruženým a od roku 2023 řádným členem sítě. 

## Společné magisterské programy

### Magisterský program Evropská politika a společnost (EPS)
Jakkoli Europaeum samo o sobě neuděluje společné tituly, čtyři členské university – Univezita Pomepu Fabri v Barceloně, Jagellonská univerzita v Krakově, Leidenská univerzita a Univerzita Karlova – nabízejí společný magisterský program Evropská politika a společnost (European Politics and Society, ve zkratce EPS). Jde o dvouletý magisterský program, z části financovaný v rámci programu Erasmus. Všichni studenti zahajují magisterské studium na Karlově univerzitě v Praze a pak pokračují na jedné nebo více zúčastněných univerzitách. Získávají tak magisterský titul udělený hlavním organizátorem, tedy Karlovou univerzitou. Účastníci programu EPS také získávají certifikát od společnosti Europaeum a osm vybraných studentů je pozváno k účasti na jarní škole Europaea v Oxfordu během druhého roku studia.  
Europaeum bylo v průběhu své existence zapojeno do dvou dalších společných programů: 

### Magisterský program European History and Civilisation (EHC)
Tento roční magisterský program na téma Evropských dějin a civilizace probíhal mezi lety 2004 a 2024 na univerzitách v Leidenu, Paříži a Oxfordu. Závěrečný titul byl udělován Leidenskou univerzitou, s tím, že účastníci strávili jeden trimestr na každé z univerzit. 

### Magisterský program Václav Havel Europaeum  (EMAP)
Tento magisterský program soustřeďující se na Evropskou politiku a společnost byl zahájen v roce 2012 a pojmenován po Václavu Havlovi. V rámci Europaea byl organizován Univerzitou v Leidenu, Paris I Panthéon-Sorbonne a Univerzitou Karlovou. Závěrečný titul získávali účastníci od své domovské univerzity. 

## Členské univerzity
Europaeum v současnosti tvoří 17 členských univerzit, sídlících v 15 zemích, přičemž Německo, Španělsko a Spojené království jsou zastoupeny více než jednou univerzitou.

#### Přehled členských univerzit Europaea
| Země               | Sídlo      | Univezita                                                           | Zkratka             |
| Rakousko           | Vídeň      | Central European University                                         | CEU                 |
| Česká republika    | Praha      | Univerzita Karlova                                                  | Charles/Prague      |
| Dánsko             | Kodaň      | Københavns Universitet                                              | Copenhagen          |
| Finsko             | Helsinky   | Helsingin yliopisto                                                 | Helsinki            |
| Německo            | Mnichov    | Ludwig-Maximilians-Universität München                              | Munich              |
| Německo            | Berlín     | Freie Universität Berlin                                            | FU Berlin           |
| Itálie             | Bologna    | Università di Bologna                                               | Bologna             |
| Nizozemí           | Leiden     | Universiteit Leiden                                                 | Leiden              |
| Lucembursko        | Lucemburk  | Université du Luxembourg                                            | Luxembourg          |
| Polsko             | Krakov     | Uniwersytet Jagielloński                                            | Jagiellonian/Kraków |
| Portugalsko        | Lisabon    | Universidade Católica Portuguesa (Katolická univerzita Portugalska) | Católica            |
| Španělsko          | Barcelona  | Universidad Pompeu Fabra                                            | Pompeu Fabra        |
| Španělsko          | Madrid     | Universidad Complutense de Madrid                                   | Complutense/Madrid  |
| Švýcarsko          | Ženeva     | Institut de hautes études internationales et du développement       | IHEID               |
| Spojené království | Oxford     | University of Oxford                                                | Oxford              |
| Spojené království | St Andrews | University of St Adrews                                             | St Andrews          |
| Estonsko           | Tartu      | Tartu Ülikool                                                       | Tartu               |